# 2011年青森県知事選挙
2011年青森県知事選挙（2011ねんあおもりけんちじせんきょ）は、2011年（平成23年）6月5日に執行された青森県知事を選出するための選挙である。

## 概要
現職の三村申吾の任期満了に伴う知事選挙。現職で3期目を目指す三村と、新人で元県議会議員の山内崇、同じく新人で共産党公認の吉俣洋の3氏による選挙戦となった。
各政党の対応は、共産党が吉俣を党公認候補として擁立。山内は、県連からの出馬要請を受けた政権与党の民主党と同党と連立を組んでいる国民新党の2党からそれぞれ推薦を受けて立候補。野党の自民党は現職の三村を前回に続いて推薦した。公明党も三村を推薦した。
独自候補擁立を目指していた社民党は候補者の具体名がなかなか挙がらず、最終的に独自候補擁立を断念。前回に続いて自主投票とした。この他、県医師連が三村の推薦を決定し、連合青森と県農政連（JA）は自主投票の方針を決めた。
同選挙では、元五戸町議の大久保利夫が立候補を表明したが、出馬を取り止め風間浦村長選挙への鞍替えを行った。鞍替え出馬した村長選では3候補中得票数3位で落選している。

## 選挙データ

### 告示日
- 2011年（平成23年）5月19日[11]

### 執行日
- 2011年（平成23年）6月5日[11]
- 当日の投票時間帯:午前7時 - 午後8時（一部の投票所で投票時間繰り上げ有→一覧）
- 期日前投票:2011年（平成23年）5月20日 - 6月4日

### 同日選挙
- 三沢市長選挙（任期満了、5月29日 告示）[12]
- 五戸町長選挙（任期満了、5月31日 告示）[12]
- 三沢市議会議員補欠選挙（議員の死去に伴う、5月29日 告示）[12]

## 立候補者
5月19日の立候補届出締め切りまで立候補を届け出たのは以下の3名である。立候補届け出順。
| 候補者名（読み）           | 年齢 | 党派                             | 肩書き                             |
| -------------------------- | ---- | -------------------------------- | ---------------------------------- |
| 山内崇 （やまうち たかし） | 56   | 無所属 （民主党、国民新党 推薦） | 民主党県連幹事長、元青森県議会議員 |
| 三村申吾 （みむら しんご） | 55   | 無所属 （自民党、公明党 推薦）   | 青森県知事、元衆議院議員           |
| 吉俣洋 （よしまた よう）   | 37   | 日本共産党                       | 共産党県委員会書記長               |

### 選挙のタイムライン
- 2010年11月29日 - 現職の三村が、県議会の答弁で3選をめざし出馬を表明。[14]
- 2011年1月10日 - 民主党県連が青森市内のホテルで議員団会議を開き、山内に出馬を要請することを決定。山内はこの時点での回答を保留した。[2]
- 2011年1月13日 - 吉俣が県庁で会見を開き、共産党公認で立候補することを表明。[1]
- 2011年1月14日 - 自民党本部が三村の推薦を決定。[4]
- 2011年1月22日 - 山内が青森市内のホテルで会見を開き正式に出馬表明。[15]
- 2011年2月1日 - 民主党本部が常任幹事会を開き、山内の推薦を決定。[3]
- 2011年2月7日 - 元五戸町議の大久保利夫が県庁で会見を開き、知事選に無所属で出馬する意向を表明。[16]
- 2011年2月10日 - 公明党が中央幹事会を開き、三村の推薦を決定。[5]
- 2011年2月27日 - 社民党県連はマスコミの取材に対し、独自候補擁立を断念する意向であることを表明。[6]
- 2011年3月3日 - 連合青森が自主投票を決定。[9]
- 2011年3月11日 - 東北地方太平洋沖地震が発生。
- 2011年4月16日 - 立候補を表明していた大久保が知事選出馬を撤回し、同19日告示・24日投開票の風間浦村長選挙に鞍替え出馬することを表明。[17]（その後大久保は風間浦村長選で落選している）[18]
- 2011年5月7日 - 社民党県連は青森市内で常任幹事会を開き、自主投票とすることを決定。[7]
- 2011年5月18日 - 県農政連が自主投票を決定。[10]
- 2011年5月19日 - 告示。現職と新人2人による争いに。[19]
- 2011年5月20日 - 県医師連が三村の推薦を決定。[8]
- 2011年6月5日 - 投開票。

## 選挙結果

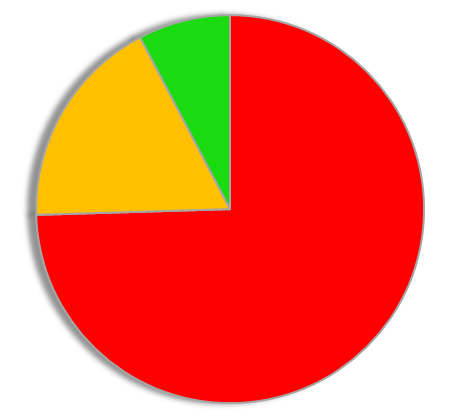
各候補の得票率（得票数の多かった順）

投票率は41.52%で、最低の投票率だった前回2007年の38.45%を上回る投票率であったが過去2番目の低さであった。（前回比 +3.07%）当日の有権者数は113万9888人、投票者数は47万3233人であった。
候補者別の得票数の順位、得票数、得票率、惜敗率、供託金没収概況は以下のようになった。供託金欄のうち「没収」とある候補者は、有効投票総数の10%を下回ったため全額没収された。得票率と惜敗率は未発表のため暫定計算とした（小数3位以下四捨五入）。
|        | 順位   | 候補者名  | 党派       | 新旧   | 得票数  | 得票率 | 惜敗率 | 供託金 |
| ------ | ------ | --------- | ---------- | ------ | ------- | ------ | ------ | ------ |
| 当選   | 1      | ■三村申吾 | 無所属     | 現     | 349,274 | 74.53% | ----   |        |
|        | 2      | ■山内崇   | 無所属     | 新     | 83,374  | 17.79% | 21.15% |        |
|        | 3      | ■吉俣洋   | 日本共産党 | 新     | 35,972  | 7.68%  | 9.12%  | 没収   |
| 無効票 | 無効票 | 無効票    | 無効票     | 無効票 | 4,592   |        |        |        |

現職の三村は自民党と公明党の推薦を受け、盤石な体制を全県に構築するとともに現職知事の知名度を活かした組織戦を展開し、終始優位に選挙戦を進め3選を果たした。一方、政権与党である民主党と国民新党の推薦を受けた山内は「県政刷新」を掲げ、岡田克也党幹事長など党幹部が相次いで来県し、民主党とのパイプの太さを前面に打ち出して選挙戦を戦ったものの知名度で三村に劣り、大差をつけられ落選した。吉俣は新規原発建設の中止と自然エネルギーへの転換を訴え、原発に不安を頂く人々の取り込みを図ったが、支持が広がらず前回知事選の党公認候補の得票を下回る結果となった。
選挙後、同年4月に行われた第17回統一地方選挙と今回の知事選での結果を受け、民主党県連の横山北斗が県連代表の辞意を表明し、その後受理されている。